# Henning Stærk
Henning Stærk Jakobsen (født 20. marts 1949 i Holstebro) er en dansk sanger og musiker med en over 50-år-lang spillekarriere. Stærk regnes som anerkendt solist indenfor genrene rock and roll, blues og country, hvilket blandt andet har affødt hits som "Sweetheart", "Fire", "Smalltown Saturday Night", "I've Got Dreams To Remember", "Cheque Book", "Somewhere Someone’s Falling In Love" og mange flere. Han har desuden spillet i en række bands, herunder Spillemændene, HoundDog All Stars og ikke mindst i Gnags, hvor han medvirkede på pladerne Burhøns (1979) og Intercity (1980). Stærk har givet utallige koncerter gennem sin mangeårige karriere og er kendt for at fortælle publikum om sangene undervejs i sin optræden.

## Tidlige år
Henning Stærk startede med at synge med barndomsvennen Palle Thy Christensen, men blev hurtigt kontaktet af et lokalt rhythm´n´blues orkester Beat Stones. Efter debut i Handbjerg forsamlingshus den 18. september 1965 omdøbtes orkestret til Road Runners. Næsten et år senere blev Road Runners opløst og flere medlemmer flyttede over i byens førende orkester The Poisons (Henning Stærk, vokal, mundharpe, Johnny Thingsager Madsen, guitar, Erik Boas Pedersen, bass, JP Jørgensen, trommer, Tommy Johansen, rytme, vokal, sax, Poul "Trikker" Svane, orgel) som i 1967 blev nummer to ved ungdomsbladet Børges DM i Pop. Stilen var nu mere soul-inspireret, og efter DM i pop indspillede de uden Tommy Johansen single på Jacks Beat records i slutningen af 1967. "Reach out I´ll be there // Call my name", Jacks Beat Records BR 1051. Singlen blev udsendt på CD som tillæg i bogen "Da Maren blev elektrisk - Holstebros musikliv i 1960´erne". Gruppen spillede fra 1968 og frem til 1969 med ny bassist Søren Vistisen, hentet fra de lokale Think.
Med guitaristen Johnny Thingsager Madsen og bassisten Erik Boas Pedersen dannede de med Stærk på trommer og vokal i 1969 Chapter Three, som spillede progressivt med masser af improvisationer i stil med Cream. Omkring 1970 fik de også Hans Erik Lerchenfeld fra et andet Holstebro-orkester Giacometterne med på ekstra guitar og Erik Vellin på fløjte. Chapter Three indspillede ikke plader, men der eksisterer optagelser, der kunne høres på udstillingen om musiklivet i Holstebro gennem 1960'erne "Da Maren blev elektrisk" på Holstebro Museum 2007.
Efter at Madsen, Stærk og Lerchenfeld flyttede til Aarhus opløstes orkestret, men genopstod i ny konstellation som Jackie Boo Flight, der udgav to albums i perioden fra 1970-1973, hvor Henning Stærk spillede trommer og sang. "Mareridt med lykkelig udgang" QualiSound QSLP 1510 og "JBF 2" Odeon MOCK 1026. Stilen var dansksproget rock, stilmæssigt beslægtet med Skousen & Ingemann. Samtidig startede Henning Stærk på jurastudiet på Aarhus Universitet. Til sin egen store overraskelse færdiggjorde han i 1973 første del. Derefter helligede han sig musikken.

## Spillemændene og Gnags
Fra 1973 til 1977 var han sanger, bassist, guitarist, percussionist og trommeslager i Spillemændene (med bl.a. Lars Hybel, Flemming Fiol og Ole Berg). Han medvirkede på "Balrok" Odeon MOCK 1030 og "Spillemændene" Stuk STUK 403. Det var stilistisk en blandet landhandel, hvor både rock, blues, country og træskovals var på hylderne!
I 1977 blev han medlem af Gnags, hvor han spillede trommer, percussion, mundharpe og sang indtil slutningen af 1981. Han medvirkede på pladerne Er du hjemme i aften Genlyd GENLP 109, Burhøns Genlyd GENLP 114, "Intercity" Genlyd GENLP 122 og Live vol. 1 Genlyd GENLP 126.
Samtidigt tog han i 70'erne og 80'erne aktivt del i den aarhusianske jamscene, bl.a. som sanger og mundharpespiller i blues big – bandet ”Suppe, Steg og Is” og var medstifter af Musikernes Hus, Vestergade 58 og Musikernes Kontakt, senere Aarhus Musikkontor. Sidst i 70'erne var han desuden medlem af bestyrelsen af Dansk Musikerforbund, Aarhus Afd. og suppleant til hovedbestyrelsen i Dansk Musikerforbund.

## Solokarrieren
Startede i 1980 sit eget band med Per Chr. Frost (gtr./ bas), Lars Hybel (bas/ gtr.), Ivan Sørensen (orgel), Niels Mathiasen (sax) og ham selv på vokal og trommer. Indspillede i 1981 debutpladen (som solist) Henning Stærk. Fra 1982 optrådte bandet i ny opstilling, som udover Henning og Niels Mathiasen fra det oprindelige band bestod af bl.a. Claes Antonsen (senere Thomas Helmig) på trommer og Palle Torp (senere Thomas Helmig, Sko/Torp) på guitar. De indspillede i 1984 One Nite Stand, produceret af Billy Cross.
Pladen blev optaget live en aften i Montmartre, København og indeholdt Bruce Springsteen-nummeret ”Fire”, som stadig er et af Hennings store hits ved livekoncerter. Stilen var soul og bluesbaseret rock’n’roll. Stærk turnerede og indspillede flere plader med bandet op igennem 80'erne. Soul Feet i 1985 og Tender Touch i 1987). Udgav succesalbummet Dreams to Remember i 1989.
Efterfølgeren fra 1991 Hard to Handle, produceret af Kim Hyttel, blev et endnu større hit. Også her medvirkede The Jordanaires og Charlie McCoy. Resultatet var endnu en platinplade. Mens Danmark spillede sig frem til Europamesterskabet i fodbold i 1992, indspillede Henning Smalltown Saturday Night. Den blev produceret af englænderen Mike Vernon (som også producerede den legendariske John Mayall & the Bluesbreakers plade med Eric Clapton i 1966). På pladen medvirkede bl.a. Geraint Watkins (pno), kendt for sit samarbejde med Dave Edmunds, Nick Lowe og Shakin' Stevens. Det resulterede efterfølgende i en guldplade. Whatever Gets You Thru The Night (1994), indspillet med et mobilstudie i en spejderhytte ved Hee i Vestjylland og mixet i en villa i Sorø, produceret af Kim Hyttel, indbragte Henning en Grammy og endnu en guldplade.
I 1996 indspillede han tre sange (”Black Coffee”, ”A Certain Girl”, ”Deep In The Heart Of Texas”) i Memphis, Tennessee med produceren Joe Hardy (ZZ Top) og amerikanske studiemusikere. Numrene blev inkluderet på ”Greatest – and still going strong” fra samme år.
I forbindelse med forarbejdet til Somewhere Someone’ s Falling In Love fra 1997 indledte Henning et samarbejde med den engelske producer Gus Dudgeon (Elton John, David Bowie, XTC). Pladen blev indspillet i London med engelske og amerikanske studiemusikere, bl.a. The Kick Horns (Eric Clapton) og Jerry Donahue (tidl. Fairport Convention). Albummet udløste en guldplade, som blev overrakt ham af Johnny Cash.
Titelnummeret til CD'en Let A Man Stand Up fra 1998 blev skrevet til Henning af den amerikanske sangskriver Kevin Welch. Pladen, med Søren Jacobsen som producer, indeholdt også det gamle Beatles-hit ”Please Please Me”, arrangeret som ballade – John Lennons oprindelige ide med nummeret, da han skrev det. I 2000 udsendtes CD'en ”Hit House”, produceret af Kim Hyttel, som tog afsæt i dansk pigtrådsmusik fra 60'erne, hvilket resulterede i mange anmelderroser, hitlisteplaceringer og en stadig omfattende turnévirksomhed med sit band (Mick Rasmussen – guitar, Sune Bahr – trommer, Kristian Fogh – keyboards, Janus Rau – bas). Sideløbende hermed dyrkede Henning lejlighedsvist fritidsbandet HoundDog Allstars (med bl.a. Thomas Helmig, Lis Sørensen, Mek Pek og medlemmer af Gnags).
I efteråret 2001, foråret og efteråret 2002 samt efteråret 2003, turnerede Henning Stærk Trio sammen med Per Chr. Frost (gtr./bas) og Mick Rasmussen (gtr./bas). Her sad Henning igen, for første gang i 20 år, bag sine gamle Ludwigtrommer. Henning Stærk udsendte i 2004 CD’en STÆRK på sit eget pladeselskab Strongman Records.
Efter fortsatte turnéer i 00'erne og 10'erne, og udgivelse af albummet Old Time Rocker i 2009, kunne Stærk fejre sit 55-års-jubilæum i 2022 med udgivelse af covernummeret "Help Me Through the Night" skrevet af countrysangeren og skuespilleren Kris Kristofferson.
Tæt på sin 74-årige fødselsdag udgav han sit første album i mange år: Big Boss Man (2023) 

## Diskografi

### Studiealbum
- Henning Stærk (1981) (EP)
- One Nite Stand (1984) (som Henning Stærk Band)
- Soul Feet (1985) (som Henning Stærk Band)
- Tender Touch (1987) (som Henning Stærk Band)
- Dreams to Remember (1989)
- Hard to Handle (1991)
- Small town Saturday Night (1992)
- Whatever Gets You Thru The Night (1994)
- Somewhere Someone’s Falling In Love (1997)
- Let A Man Stand Up (1998)
- hit HOUSE (2000)
- STÆRK (2004)
- Old Time Rocker (2009)
- Big Boss Man (2023)

### Opsamlingsalbum
- Greatest - And Still Going Strong (1995)